# Aiguille des minutes

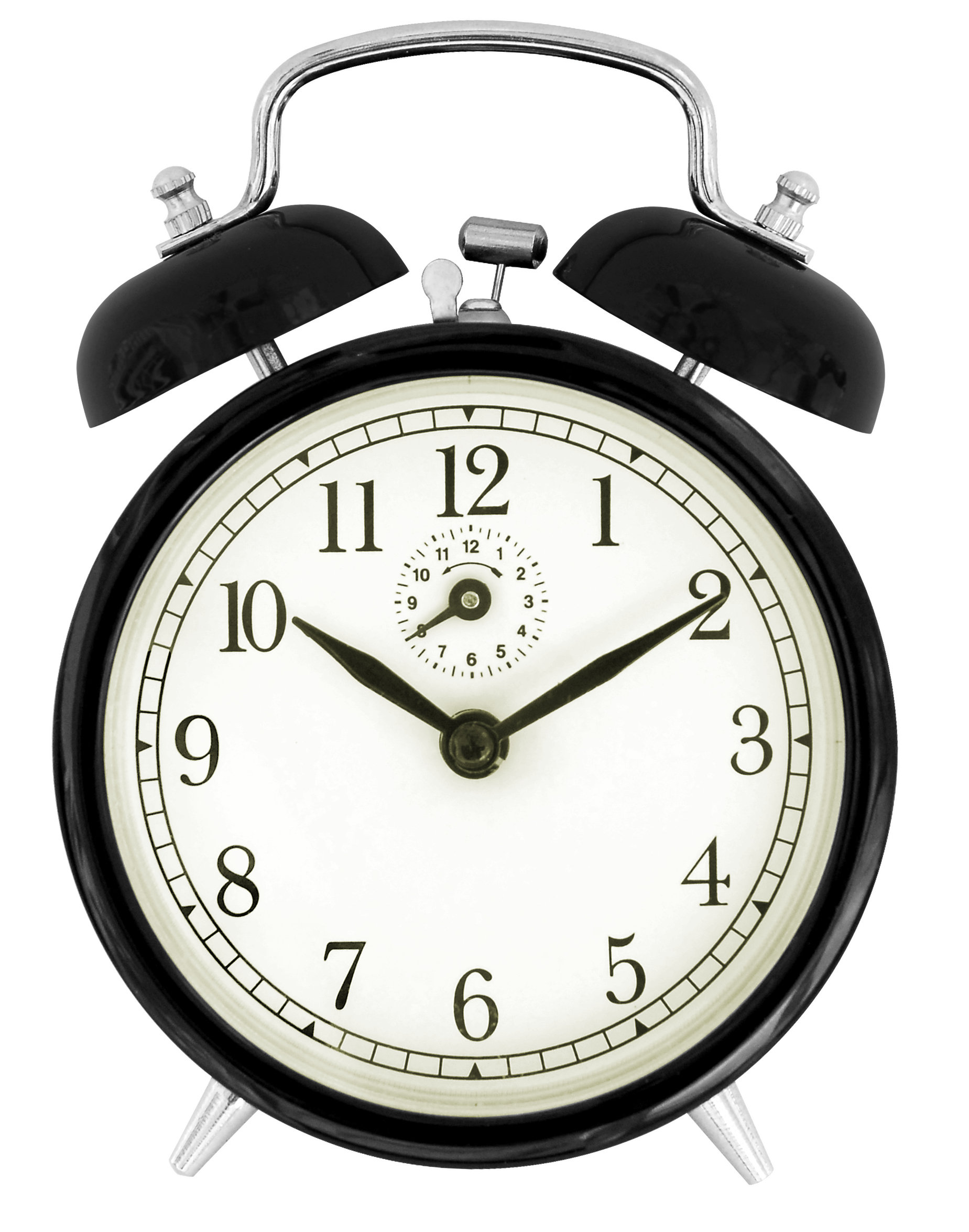
L'aiguille des minutes sur le "2" indique 10 minutes après 10 heures sur ce réveil.

L'aiguille des minutes est une pièce mobile qui désigne la minute en cours sur le cadran d'une horloge mécanique.

## Description
Il s'agit d'une aiguille de plus grande taille que l'aiguille des heures, aussi est-elle souvent appelée la grande aiguille.
L'aiguille des minutes fait un tour sur elle-même en une heure. Elle parcourt donc 0,1° par seconde, 6° par minute et 360° par heure.